# Výběr (album)
Výběr je eponymní a druhé vydané album české rockové skupiny Pražský výběr, která tehdy hrála pod zkráceným názvem Výběr. Vydáno bylo vydavatelstvím Supraphon (katalogové číslo 1113 4068) v roce 1987 po obnovení činnosti skupiny, která byla v letech 1983–1986 zakázaná. Bubeníka Jiřího Hrubeše, jenž v roce 1985 emigroval, nahradil ve Výběru Klaudius Kryšpín.
Na CD vyšlo album Výběr poprvé v roce 1990 (katalogové číslo 10 4068–2311), poté o pět let později jako součást kompilačního dvojalba Komplet a naposledy v roce 2012 při příležitosti 25. výročí vydání alba.

## Seznam skladeb
| Strana 1 | Strana 1            | Strana 1             | Strana 1             | Strana 1 |
| Pořadí   | Název               | Hudba                | Text                 | Délka    |
| -------- | ------------------- | -------------------- | -------------------- | -------- |
| 1.       | Tatrman             | Kocáb                | Kocáb                | 3:34     |
| 2.       | Člověk bez talentu  | Kocáb, Pavlíček      | Kocáb, Pavlíček, Čok | 5:01     |
| 3.       | Papíry straší       | Kocáb, Pavlíček, Čok | Kocáb, Čok           | 4:04     |
| 4.       | Sbal si to svý ráno | Kocáb, Pavlíček, Čok | Kocáb, Pavlíček, Čok | 4:03     |
| 5.       | Hrály dudy          | Kocáb, Pavlíček      | Kocáb, Pavlíček, Čok | 4:10     |

| Strana 2       | Strana 2        | Strana 2        | Strana 2                                        | Strana 2 |
| Pořadí         | Název           | Hudba           | Text                                            | Délka    |
| -------------- | --------------- | --------------- | ----------------------------------------------- | -------- |
| 1.             | Smolař          | Kocáb, Pavlíček | Kocáb, Pavlíček, Čok                            | 5:32     |
| 2.             | Tyhle řeči znám | Pavlíček        | Josef Novotný                                   | 5:59     |
| 3.             | Chvastoun       | Pavlíček        | Kocáb, Pavlíček, Čok, Kryšpín, Vladimír Pokorný | 4:48     |
| 4.             | Snaživec        | Kocáb           | Kocáb                                           | 4:57     |
| Celková délka: | Celková délka:  | Celková délka:  | Celková délka:                                  | 41:59    |

## Obsazení
- Výběr
  - Michael Kocáb – zpěv, klávesy
  - Michal Pavlíček – zpěv, kytara, kytarový syntezátor, baskytara
  - Vilém Čok – zpěv, baskytara
  - Klaudius Kryšpín – bicí, perkuse, tymbály
- Hosté
  - Hana Brázdová – zpěv (ve skladbách „Sbal si to svý ráno“ a „Hrály dudy“)
  - Renáta Fučíková, Milan Křeček – dudy (ve skladbě „Hrály dudy“)
  - Jiří Chlumecký – programování automatického bubeníka